# الیزابت‌تاون (فیلم)
الیزابت‌تاون (انگلیسی: Elizabethtown) فیلمی در ژانر کمدی رمانتیک به کارگردانی کامرن کرو است که در سال ۲۰۰۵ منتشر شد.

## بازیگران
- اورلاندو بلوم
- کیرستن دانست
- سوزان ساراندون
- الک بالدوین
- بروس مک‌گیل
- جودی گرر
- جسیکا بیل
- پل اشنایدر
- الیسون مان